# Brás Garcia de Mascarenhas
Brás Garcia de Mascarenhas (Oliveira do Hospital, Avô, 3 de Fevereiro (dia de São Brás) de 1596 – Oliveira do Hospital, Avô, 8 de Agosto de 1656) foi um fidalgo aventureiro, militar, escritor e poeta português, autor do poema heróico Viriato Trágico.

## Biografia

### Percurso universitário
Cursou Direito Canónico na Faculdade de Cânones da Universidade de Coimbra, onde seus três irmãos, um mais velho e dois mais novos ou os três mais novos, se formaram, mas não completou o curso porque, em 1620, em virtude de conflitos de carácter político, se viu obrigado a emigrar para Espanha.
Durante a sua juventude, sabendo que um seu amigo, Diogo César de Meneses, filho do General de Artilharia e Alcaide-Mor do Castelo de Alenquer, Vasco Fernandes César, e de sua mulher D. Ana de Meneses, fora atraiçoado em questão de amores por outro estudante, D. António Mascarenhas, que lhe furtara a namorada, em ocasião de festas públicas em Coimbra, bateu-se com este em duelo e feriu-o gravemente. Preso em flagrante, também devido a correspondência amorosa, foi conduzido à Cadeia da Portagem, donde se evadiu e o libertaram à força o amigo desagravado e com a ajuda dos seus irmãos, que, a esse tempo, frequentavam a Universidade.

### Exílio em Espanha
Constituindo o delito e a fuga crime grave, tratou Brás Garcia de Mascarenhas de fugir para Espanha, pelo que teve de brigar na fronteira com dois salteadores, a um dos quais matou, e dirigiu-se a Madrid, então capital da Monarquia dualista de Portugal e Castela. Exilou-se, então, um ano em Madrid.

### Viagens
Depois, saído daquele país, foi atacado por Turcos o navio em que viajava. Passado o combate, em que se evidenciou, pôde seguir viagem, e percorreu parte da Europa: a França, a Itália, a própria Espanha e a Flandres, indo, por fim, para o Brasil, para onde viajou, e chegando à Baía depois de várias aventuras.

### No Brasil
Ao percorrer as costas brasileiras, sofreu naufrágio, de que dificultosamente escapou com alguns companheiros. Aportou, depois, a Pernambuco, ao tempo em que os Holandeses atacavam as colónias sul-americanas portuguesas.
Tomou parte na guerra, alcançando, por seus serviços, o posto de Alferes.

### Guerra da Restauração
Sabendo que rebentara em Lisboa a Revolução do 1.º de Dezembro de 1640, veio apresentar-se ao serviço de D. João IV de Portugal, e organizou e agrupou em torno de si, no contexto da Guerra da Restauração, um punhado de guerreiros num Batalhão de voluntários, que o nomeou seu Capitão e se denominou a "Companhia dos Leões da Beira", que se celebrizou em diversas acções durante a guerra.
Partindo com os seus homens da vila de Avô e lugares vizinhos, foi ocupar a Praça de Pinhel, travando temerárias escaramuças com os Castelhanos.
Pelos feitos então praticados, e como recompensa pelos seus serviços, lhe fez o Monarca mercê do cargo de Governador da Praça de Alfaiates, situado na fronteira, de que recebeu o Governo, que ele dotou de novas fortificações, e donde empreendia surtidas por terras de Espanha.
Como os Espanhóis passassem a fronteira, saqueando e incendiando povoações, D. Sancho Manuel de Vilhena, General-Comandante das Armas da Província da Beira e futuro 1.º Conde de Vila Flor de juro e herdade, oficiou a Brás Garcia de Mascarenhas, ordenando-lhe que que não saísse da Praça. Ao mesmo tempo, porém, recebia este ordem do Governador Fernão Teles de Meneses para que saísse e fizesse uma das suas costumadas proezas, dificultando a marcha do inimigo. Brás Garcia de Mascarenhas decidiu obedecer à segunda dessas duas ordens contrárias, e, deixando a Praça convenientemente guarnecida e acautelada contra qualquer ataque, foi, com 200 mosqueteiros, em que entravam os bravos da "Companhia dos Leões da Beira", emboscar-se em dois sítios convenientes, junto do Rio Águeda, os quais dominavam um vale, por onde as tropas inimigas deveriam passar. Estas, que traziam à frente gados e despojos, sentindo-se atacadas por fogo nutrido, supuseram que teriam de haver-se com um troço importante do Exército Português e abandonaram o campo, deixando todos os valores roubados e grande número de mortos.
Brás Garcia de Mascarenhas regressou triunfante à vila de Alfaiates, mas, tendo desobedecido, D. Sancho Manuel de Vilhena repreendeu-o publicamente, e, depois de ele se haver defendido pela alegação da ordem de Fernão Teles de Meneses, não o atendeu e mandou-o prender, fazendo-o encarcerar no Castelo do Sabugal, onde foi detido na torre de menagem, como traidor ao seu Rei. Passava-se isto naquele mesmo ano de 1641, em que foram executados em Lisboa o 9.º Conde de Vila Real e 7.º Marquês de Vila Real, 6.º Conde de Alcoutim e 7.º Conde de Valença, D. Luís de Noronha e Meneses, o 2.º Duque de Caminha, D. Miguel Luís de Meneses, o 1.º Conde de Armamar, Rui de Matos de Noronha, e outros Fidalgos, como conspiradores a favor de Castela.
Um amigo de Brás Garcia de Mascarenhas, que vivia em Lisboa, mandou ao Sabugal, a saber novas dele, um Soldado, o qual fez sinais ao prisioneiro. Este, mandou pedir ao Governador do Castelo linhas, tesoura e agulhas, para remendar o fato andrajoso. O Governador consentiu, e, à meia noite, recebia Brás Garcia de Mascarenhas, com a tesoura, as agulhas e a linha, uma carta daquele amigo, em que o aconselhava que escrevesse a D. João IV, a pedir-lhe perdão e a provar-lhe a sua inocência. Sendo, aqui, inúteis as suas habilidades como espadachim, neste momento de dificuldade, o seu talento como poeta sugeriu-lhe uma ideia. O prisioneiro, porém, que não tinha papel nem tinta, lembrou-se se pedir ao Governador um livro que lhe servisse de consolação e uma pouca da farinha de trigo para um remédio. O livro foi o Flos Santorum, um livro de Hagiografias, donde o recluso recortou com a tesoura todas as letras que lhe iam servindo para a sua carta ao Monarca, a fim de implorar clemência e para justificar os seus actos. Era esta carta uma missiva escrita inteiramente em verso, e expunha os episódios do seu caso, os aleives de que fora vítima, a manifestação da sua inocência: o poema épico Viriato Trágico. A carta, composta com letras de impressão coladas em papel branco, passou às mãos do Soldado e, destas, às do amigo de Brás Garcia de Mascarenhas, que a fez chegar ao Rei, o qual, interessado pela narrativa e pelo processo de que se servira o autor e impressionado com o talento e a habilidade do cativo, ordenou ao Secretário de Estado, Francisco de Lucena, que lhe mandasse apresentar o prisioneiro do Castelo do Sabugal. Sendo, então, conduzido a Lisboa sob escolta, foi Brás Garcia de Mascarenhas à presença do Soberano, apresentado pelo seu antigo companheiro e amigo, D. Sebastião César de Meneses.
O Rei declarou-o ilibado, devolveu-lhe a liberdade, condecorou-o com o Hábito de Cavaleiro da Ordem de São Bento de Avis, concedeu-lhe uma tença, reintegrou-o no Governo da Praça de Alfaiates e nomeou-o Inspector de Cavalaria da Comarca de Esgueira.
Brás Garcia de Mascarenhas retirou-se, mais tarde, à vida particular, e casou.

### Obra literária
A sua obra, o Poema Viriato Trágico, foi inicialmente impresso e editado em Coimbra, postumamente, já depois do falecimento do autor, em 1699, e, visto que tinha caído no esquecimento, saiu em nova edição, que foi reeditada em dois tomos, em 1846, por iniciativa de Albino de Abranches Freire de Figueiredo.

O Professor Hernâni António Cidade dá-lhe preferência sobre os outros poemas épicos portugueses do século XVII. 
Neste singular poema, em boa parte feito da essência dos nervos e do espírito do autor, sente-se, mesmo através do engomado da forma, comum aos restantes, palpitar a vida, como em nenhum outro. Vida de ar livre — jogos de barras, canas, danças, corridas, cavalhadas — e vida íntima de tumulto sentimental, que se intercala, imprevistamente, entre páginas colaboradas pelo gosto da época, páginas de moralista e poeta frequentador do salão seiscentista.
Aubrey FitzGerald Bell é muito mais severo, pois que, reconhecendo no poema algumas descrições vigorosas e uma atmosfera agradável de patriotismo e cor local, afirma que, no estilo, mal se diferencia da prosa, e que as descrições geográficas fastidiosas, os catálogos áridos de nomes, produzem no leitor menos admiração do que sono.

## Família

### Filiação
Era o terceiro de onze filhos e filhas de Marcos Garcia de Mascarenhas (bap. 17 de Novembro de 1564) e de sua mulher (19 de Agosto de 1591) Helena Madeira da Costa (26 de Setembro de 1568), família nobre e abastada, que tinha seu Solar na vila de Avô.

### Irmãos e irmãs
Os seus irmãos e irmãs foram:
- Feliciana Monteiro (bap. 11 de Junho de 1592), casada em Oliveira do Hospital, Avô, a 21 de Agosto de 1617 com Sebastião Gomes, filho de João Gomes e de sua mulher Filipa Barroso;
- Manuel Garcia de Mascarenhas (bap. 3 de Fevereiro de 1594 - 21 de Janeiro de 1662);
- Verónica Nunes (bap. 6 de Dezembro de 1597 - depois de 4 de Fevereiro de 1635);
- Maria Garcia (bap. 21 de Dezembro de 1599 - depois de 30 de Dezembro de 1659);
- Pantaleão Garcia (bap. 5 de Agosto de 1601 - 14 de Outubro de 1660), Cura de Santo Isidoro de Almassa (1631-1635), Pároco Encomendado de Travanca de Farinha Podre (até 1638), Prior da mesma Igreja
- Ana Monteiro (bap. 15 de Setembro de 1603 - 10 de Fevereiro de 1663);
- Isabel Garcia (bap. 6 de Março de 1605 - 11 de Setembro de 1686);
- Matias Garcia de Mascarenhas (bap. 3 de Março de 1607 - 23 de Dezembro de 1664), com geração de Ana Duarte, de Oliveira do Hospital, Travanca de Lagos, filha de João Jorge e de sua mulher Maria Duarte;
- Antónia Garcia (bap. 2 de Novembro de 1608 - 11 de Setembro de 1686);
- Francisco Garcia de Mascarenhas (bap. 9 de Março de 1612 - ?), Religioso.

## Casamento e descendência
Casou a 19 de Fevereiro de 1645 com Maria da Fonseca da Costa (Oliveira do Hospital, Avô, 18 de Novembro de 1618 - Oliveira do Hospital, Avô, 8 de Agosto de 1656), filha de João Manuel da Fonseca (Oliveira do Hospital, Avô, 11 de Setembro de 1595 - Oliveira do Hospital, Avô, 16 de Julho de 1664), Capitão-Mor, e de sua mulher Maria Madeira da Costa (Oliveira do Hospital, Avô, bap. 11 de Setembro de 1595 - Oliveira do Hospital, Avô, 10 de Julho de 1664).
Teve seis filhos e filhas:
- António Garcia de Mascarenhas (bap. 14 de Dezembro de 1645)
- Tomás de Aquino Garcia de Mascarenhas (bap. 7 de Março de 1647 - Oliveira do Hospital, Avô, 9 de Abril de 1675), casado em Coimbra em 1673 com Comba da Conceição, sem geração
- Isabel da Fonseca de Mascarenhas (bap. 31 de Dezembro de 1641 - 8 de Janeiro de 1676)
- Quitéria Garcia de Mascarenhas (bap. 29 de Junho de 1651), casada em Oliveira do Hospital, Galizes, a 11 de Fevereiro de 1677 com seu primo-irmão Manuel Garcia de Mascarenhas (Oliveira do Hospital, Bobadela, bap. 18 de Fevereiro de 1647), filho natural de Matias Garcia de Mascarenhas (bap. 3 de Março de 1607 - 23 de Dezembro de 1664) e de Ana Duarte (Oliveira do Hospital, Travanca de Lagos), de quem teve três filhos e uma filha:
  - José da Costa de Mascarenhas (bap. c. 1676), casado em Oliveira do Hospital, Avô, em Fevereiro de 1697 com Joana Gomes de Miranda (Miranda do Corvo, Miranda do Corvo, bap. 10 de Julho de 1660 - Oliveira do Hospital, Avô, 22 de Junho de 1751), filha de João Velho de Miranda e de sua mulher Antónia Gomes, de quem teve um filho:
    - Brás Garcia de Mascarenhas (bap. 9 de Maio de 1702 - 24 de Novembro de 1771), casado em Oliveira do Hospital, Avô, a 9 de Fevereiro de 1736 com Maria da Costa de Mesquita (bap. 27 de Abril de 1713 - 10 de Março de 1797), filha de José da Costa de Mesquita (bap. 24 de Março de 1672 - 10 de Setembro de 1732) e de sua mulher (Oliveira do Hospital, Santa Ovaia, 7 de Fevereiro de 1701) Isabel Madeira Arrais (? - 24 de Maio de 1752) e irmã de Manuel da Costa de Mesquita (3 de Setembro de 1703 - 22 de Maio de 1736), Sacerdote, de Filipe Madeira da Costa de Mesquita (bap. 30 de Outubro de 1706 - 10 de Dezembro de 1780), com geração feminina de Teodora Madeira, filha de Manuel Madeira e de sua mulher Maria Mendes, e de Pantaleão da Costa de Mesquita Arrais (bap. 22 de Julho de 1716 - ?), com geração de Perpétua Mendes (Oliveira do Hospital, Aldeia das Dez, bap. 16 de Fevereiro de 1732 - Oliveira do Hospital, Aldeia das Dez, 1798), filha de Matias Lopes (Oliveira do Hospital, Alvoco das Várzeas, bap. 3 de Março de 1701 - ?) e de sua mulher Catarina Mendes (Oliveira do Hospital, Aldeia das Dez, bap. 14 de Janeiro de 1708 - ?), de quem teve onze filhos e filhas

  - Manuel Garcia de Mascarenhas (bap. 8 de Setembro de 1678 - 2 de Novembro de 1741), Sacerdote
  - Brás Garcia de Mascarenhas (bap. 9 de Fevereiro de 1680 - Oliveira do Hospital, Oiã, 12 de Março de 1714), Sacerdote, Cura de Oiã
  - Maria Garcia de Mascarenhas (bap. 7 de Março de 1685)
- Brás Garcia de Mascarenhas (bap. 22 de Março de 1653 - Oliveira do Hospital, Avô, 25 de Novembro de 1673)
- Maria Garcia de Mascarenhas (bap. 20 de Maio de 1655 - 20 de Julho de 1675)